# Parque Nacional de Wongo
O Parque Nacional de Wongo fica no Mali. Foi criado a 16 de janeiro de 2002 e abrange uma área de 534 km2 (206 sq mi).